# Мусхелов, Ефрем Соломонович
Князь Мусхелов (Мусхелишвили) Ефрем Соломонович (груз. მუსხელიშვილი ეფრემ სოლომონის ძე; 26 декабря 1852 — 27 мая 1920) — видный военный деятель, генерал-майор (с 1912), участник русско-турецкой войны 1877—1878 гг., участник русско-японской войны 1904—1905 гг.

## Биографические сведения
Православный из дворян Тифлисской губернии. Получил общее домашнее образование и военное в Тифлисском пехотном юнкерском училище по 2-му разряду.
Из послужного списка 1906 года: со 2 декабря 1869 г. — нижний чин; с 4 февраля 1875 г. — прапорщик, с 4 июня 1877 г. — подпоручик, с 13 июля 1879 г. — поручик, с 16 декабря 1881 г. — штабс-капитан, с 6 мая 1887 г. — капитан, с 26 февраля 1893 г. — подполковник. 6 декабря 1904 г. произведён в полковники  и назначен командиром 34-го Восточно-Сибирского стрелкового полка в составе 9-й Восточно-Сибирской стрелковой дивизии.

## Награды
- Орден Святой Анны 4 ст. «За храбрость» (1878),
- Орден Святого Станислава 3 ст. с мечами и бантом (1878),
- Орден Святой Анны 3 ст. с мечами и бантом (1878),
- Орден Святого Георгия 4 ст.[8][9] (1905),
- Золотое оружие «За храбрость»[10] (1905),
- Орден Святого Станислава 2 ст. с мечами (1905),
- Орден Святого Владимира 4 ст. с бантом,
- Орден Святого Владимира 3 ст. с мечами (1905),
- Орден Святой Анны 2 ст. с мечами (1906).